# Ophiorrhiza macgregorii
Ophiorrhiza macgregorii är en måreväxtart som beskrevs av Elmer Drew Merrill. Ophiorrhiza macgregorii ingår i släktet Ophiorrhiza och familjen måreväxter. Inga underarter finns listade i Catalogue of Life.